# Princ
Princ, właśc. Stefan Zdravković (serb. Стефан Здравковић; ur. 29 września 1993 w Vranje) – serbski piosenkarz. Reprezentant Serbii w 69. Konkursie Piosenki Eurowizji (2025).

## Życiorys

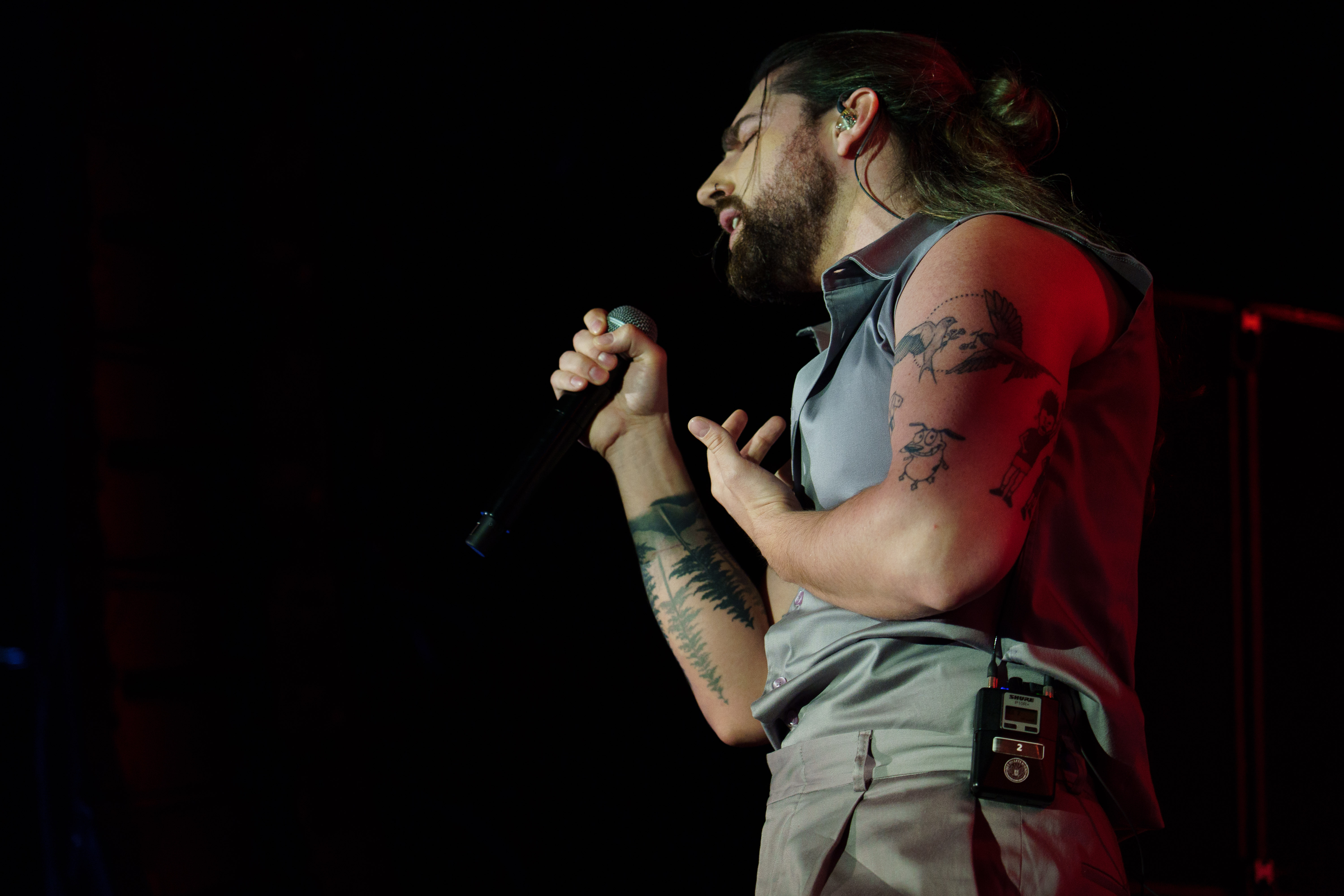
Princ podczas koncertu PrePartyES w Madrycie (2025)

Urodził się w mieście Vranje, a od 2002 mieszka w Belgradzie. Zdravković był wicemistrzem i mistrzem Serbii w karate a także należał do kadry narodowej. W wieku 15 lat zaczął interesować się muzyką i należał do zespołu Šesta Žica. Ukończył studia filologiczne na Uniwersytecie Belgradzkim. 
Od 2016 jest wokalistą zespołu Sisyphus. W 2020 zagrał główną rolę w operze w spektaklu Jesus Christ Superstar. W 2021 brał udział w bułgarskiej odsłonie talent show The Voice. 14 stycznia 2022 z utworem „Ljubi svog čoveka” był jednym z kandydatów Pesma za Evroviziju '22, serbskich preselekcji do 66. Konkursu Piosenki Eurowizji, jednak wycofał się z udziału w eliminacjach z powodu konfliktu z autorem piosenki. W 2023 ponownie z utworem „Cvet sa istoka” startował w Pesma za Evroviziju '23, gdzie zajął finalnie 2. miejsce.
28 lutego 2025 z utworem „Mila” zwyciężył serbskie preselekcje Pesma za Evroviziju '25, uzyskując tym samym prawo do reprezentowania Serbii w Konkursie Piosenki Eurowizji 2025 w Bazylei. 15 maja wystąpił w drugim półfinale, jednak nie zakwalifikował się do finału.

## Dyskografia

### Single
| Rok  | Tytuł                    | Album |
| ---- | ------------------------ | ----- |
| 2022 | „Samo mi je lepo”        | –     |
| 2023 | „Cvet sa Istoka”         | –     |
| 2023 | „Mirno” (z Gocą Tržan)   | –     |
| 2023 | „Kad pozelis” (z Reginą) | –     |
| 2024 | „Ajša”                   | –     |
| 2024 | „Čardak”                 | –     |
| 2024 | „Ela Ela”                | –     |
| 2024 | „Belo”                   | –     |
| 2024 | „Paučina”                | –     |
| 2025 | „Mila”                   | –     |